# (31812) 1999 NL47
1999 NL47 (asteroide 31812) é um asteroide da cintura principal. Possui uma excentricidade de 0.11536390 e uma inclinação de 8.76596º.
Este asteroide foi descoberto no dia 13 de julho de 1999 por LINEAR em Socorro.